# BeIA
BeIA (BeInternet Appliances), est une plateforme logicielle basée sur BeOS. Elle se distingue par son indépendance et se destine au multimédia et à l'Internet. Elle a été conçue pour des terminaux comme les set-top boxes.
Sony avait présenté eVilla, un terminal Internet basé sur BeIA 1.0, mais abandonna le projet en août 2003.